# Courtney Verloo
Courtney Reneé Verloo (* 9. Mai 1991) ist eine US-amerikanische Fußballspielerin, die zuletzt in der Saison 2014 bei den Western New York Flash in der National Women’s Soccer League unter Vertrag stand.

## Karriere

### Verein
Während ihres Studiums an der Stanford University spielte Verloo von 2009 bis 2013 für die dortige Universitätsmannschaft der Stanford Cardinal. Im Januar 2014 wurde sie beim College-Draft der NWSL in der ersten Runde an Position neun von den Western New York Flash unter Vertrag genommen und debütierte dort am 7. Mai 2014 gegen den FC Kansas City als Einwechselspielerin. Am 30. Mai wurde sie ohne weitere Einsätze von ihrem Arbeitgeber freigestellt.

### Nationalmannschaft
Verloo durchlief die U-16-, U-17- und von 2008 bis 2010 die U-20-Nationalmannschaft des US-amerikanischen Fußballverbandes und nahm mit diesen an der U-17-WM 2008 und der U-20-WM 2010 teil. Während die U-17 der USA im Jahr 2008 erst im Finale der Mannschaft aus Nordkorea unterlag, erreichte man zwei Jahre später bei der U-20-WM lediglich das Viertelfinale. 2012 wurde Verloo erstmals in die U-23-Nationalmannschaft berufen, kam dort jedoch zu keinem Länderspieleinsatz.

## Erfolge
- 2008: Gewinn der Silbermedaille bei der U-17-Weltmeisterschaft